# گورستان مخی ۳
گورستان مخی ۳ در شهرستان کنارک، بخش زرآباد، دهستان شرقی، ۵۲۰۰ متری شمال جد واقع شده و این اثر در تاریخ ۲۶ اسفند ۱۳۸۷ با شمارهٔ ثبت ۲۵۹۲۰ به‌عنوان یکی از آثار ملی ایران به ثبت رسیده است.